# Macropanax undulatus
Macropanax undulatus là một loài thực vật có hoa trong Họ Cuồng cuồng. Loài này được (Wall. ex G.Don) Seem. mô tả khoa học đầu tiên năm 1864.